# مرکز همایش متروی تورنتو
مرکز همایش متروی تورنتو (انگلیسی: Metro Toronto Convention Centre) , یک مجتمع همایش واقع در تورنتو، انتاریو، کانادا در امتداد خیابان فرانت غربی خیابان فرانت (تورنتو) غربی در مرکز شهر تورنتو است.